# Jarinko Chie
Jarinko Chie (яп. じゃりン子チエ, укр. Хуліганка Тіе) — японська серія манґи, написана та проілюстрована Ецумі Харукі. Публікувалася у видавництві Futabasha в журналі Manga Action у 1978—1997 роках і була зібрана у 67 томів. Jarinko Chie отримала премію Shogakukan Manga Award 1981 року в загальній категорії.
Jarinko Chie був адаптований двічі, спочатку як аніме-фільм виробництва Tokyo Movie Shinsha та Toho та режисера Ісао Такахати, прем'єра якого відбулася в Японії 11 квітня 1981 року. За цим виник 64-серійний аніме-серіал, також створений Tokyo Movie Shinsha та режисером Такахатою, який транслювався в Японії з 3 жовтня 1981 року по 25 березня 1983 року. Продовження аніме-телесеріалу з 39 епізодами вийшло з 19 жовтня 1991 року по 22 вересня 1992 року.

## Сюжет
Історія розгортається навколо дівчинки, на ім'я Тіе, яка навчається у п'ятому класі. У неї залишається мало часу на навчання, оскільки мати померла. Дівчинка повинна справлятися з домашнім господарством, обслуговувати розпивну-закусочну, одночасно бути офіціанткою і готувати їжу/напої. Але й головне стежити за батьком, який схильний грати в азартні ігри та вплутуватися в бійки місцевих бандитів.

## Персонажі
- Тіе Такемото — дівчина з запальним характером.
- Тецу Такемото — батько Тіе. Він переважно безробітний азартний гравець і жорсткий чоловік.
- Котецу — домашній кіт Тіе. Його фірмовий знак — місяць на лобі.

## Відеоігри
Жодна з відеоігор не була випущена за межами Японії.
| Назва                                                            | Система     | Дата випуску      | Видавець |
| ---------------------------------------------------------------- | ----------- | ----------------- | -------- |
| Jarinko Chie: Bakudan Musume no Shiawase Sagashi                 | Famicom     | 15 липня 1988     | Konami   |
| Simple Characters 2000 Series Vol. 04: The Hanafuda Jarinko Chie | PlayStation | 29 листопада 2001 | Bandai   |